# Otto Wittstock
Otto Wittstock (* 24. November 1928 in Berlin) ist ein deutscher Klassischer Philologe.

## Leben
Otto Wittstock studierte Klassische Philologie an der Humboldt-Universität zu Berlin und an der Universität Rostock, wo er 1970 zum Dr. phil. promoviert wurde. Anschließend wurde er als Lektor an der Universität Greifswald (Sektion Theologie) angestellt, wo er lateinische, griechische und indogermanistische Lehrveranstaltungen abhielt. 1979 absolvierte er seine Promotion B zum Dr. sc. phil. und wurde zum Hochschuldozenten ernannt. 1994 trat er in den Ruhestand.
Otto Wittstock beschäftigte sich besonders mit Übersetzungstheorie, die auch den Kern seiner akademischen Lehre bildete. Daneben verfasste er zahlreiche Studien zu dem Historiker Sueton.